# Cafayate
Cafayate är en ort i nordvästra Argentina, och tillhör provinsen Salta. Den är belägen i Valles Calchaquíes-området och hade cirka 14 000 invånare vid folkräkningen 2010. Orten är belägen 1 683 m ö.h.